# Осио (1937)
«Осио» (яп. 大潮) — японский эскадренный миноносец времён Второй мировой войны, второй типа «Асасио». Название в переводе с японского на русский означает «Весеннее таяние льдов» или «Весеннее половодье».
Заложен 5 августа 1936 года на верфи в Майдзуру. Спущен 19 апреля 1937 года, вошел в строй 31 октября 1937 года.

## Конструкция

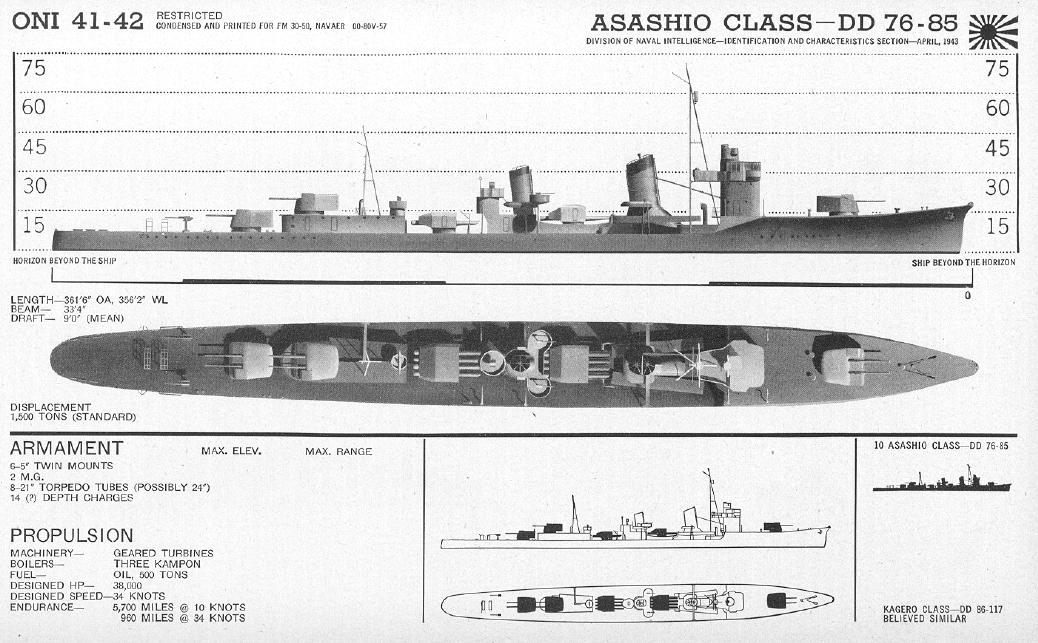
тип Асасио

Производство эсминцев данного проекта, так называемых «крейсерского» типа, было заказано в 1934 году. Они проектировались и строились после выхода Японии из договоров о ограничениях морских вооружений. За основу был взят проект эскадренных миноносцев типа «Сирацую» что давало остойчивость и прочность корпуса. Скорость и экономичность плавания должны были обеспечить два турбозубчатых агрегата, аналогичным как на типе «Фубуки», с общей мощностью в 50 тысяч л.с.. Увеличенные топливные цистерны позволили достичь дальность плавания в 10500 километров.
Огневую мощь обеспечивали:
- Три спаренные артиллерийские установки 127-мм/50 типа C, расположенных по линейно-возвышенной схеме (вторая АУ располагалась над кормовой надстройкой).
- Два спаренных зенитных автомата Тип 96, располагавшихся по бокам от второй трубы.
- Два счетверённых 610-мм торпедных аппарата Тип 92, с шестнадцать торпед торпедами Тип 93.

## История
К началу войны «Осио» входил в состав 8-го дивизиона эсминцев 2-го Императорского флота Японии.
После сопровождения конвоя в Сонгкхла (Таиланд) вернулся в Гонконг 5 января 1942 года. Следующая проводка конвоя была в Давао.
С 30 января по 3 февраля 1942 года января участвовал в сражении за Амбон.
С 8 февраля по 9 февраля 1942 года участвовал в высадке десанта на остров Сулавеси и оккупации города Макассар.
18 февраля 1942 года поддерживал огнём силы вторжения на острова Бали и Ломбок. С 19 на 20 февраля «Осио» участвовал в битве в проливе Бадунг, где совместными усилиями с эсминцами «Асасио» и «Митисио» потопил голландский эсминец «Hr. Ms. Piet Hein».
Выдержав торпедную атаку от голландского фрегата HNLMS Piet Hein, и артиллерийский обстрел с голландского легкого крейсера HNLMS Tromp и американского эсминца USS Stewart (DD-224) «Осио» прошел оперативный ремонт в Макассаре, и полный ремонт в Йокосука, который продлился до конца года.
В начале января 1943 года «Осио» ушел к острову Шортленд, где в начале февраля принял участие в эвакуации японских войск из Гуадалканала.
20 февраля, вместе с систершипом Арасио, атакованы с подводной лодки USS Albacore (SS-218) у острова Манус, острова Адмиралтейства, Новая Гвинея. Торпеда сделав пробоину затопила машинное отделение, при этом погибли восемь членов экипажа. После безуспешной попытки буксировки с Арасио, корабль затонул примерно в 70 морских милях к северо-востоку от острова Манус в точке 00°50′ ю. ш. 146°00′ в. д..